# Okko Jacobus Bekker (1835-1903)
Okko Jacobus Bekker (Middelburg, 7 juli 1835 - Den Haag, 16 juli 1903) was een Nederlands pianohandelaar. 
Hij is een zoon van Christoph Anthon Bekker, eerst koopman, maar later muziek- en dansmeester in Winschoten en Vlissingen. Zijn moeder was Maria Broese. Hij is de jongeren broer van onder meer Okko Jacobus Bekker (1817-1904), stadsmuzikant te Vlissingen.
De jonge Okko Jacobus vertrok naar Nederlands-Indië. Hij gaf er vanaf 1860 diverse concerten als violist en gaf er ook muzieklessen op piano, viool en in zang. In 1864 bood hij in een advertentie een driesnarige pianino aan, die speciaal toegerust was voor het klimaat in Indonesië. Tegelijkertijd repareerde en stemde hij piano’s. Al die werkzaamheden liepen langzaam uit op een muziekinstrumentenhandel, uiteindelijk vanuit Noordwijk, een wijk van Batavia. In voorjaar 1879 verkocht hij de pianohandel, die voortaan Bekker & Lefèbre zou heten. Hij nam in april van dat jaar de "Torrington" voor een terugreis naar Nederland. Vanaf de beginjaren tachtig tot zijn dood had hij een pianohandel (O.J. Bekker & Co) aan de Zoutmanstraat 35 te Den Haag.
In 1925 vierde de pianohandel Bekker & Lefèbre in Batavia hun zestigjarig bestaan door middel van een uitgifte van een gedenkboek. De winkel heeft minstens tot het midden van de jaren vijftig bestaan.